# 和泉要助
和泉要助（いずみ ようすけ、文政12年11月25日（1829年12月20日） - 明治33年（1900年）9月30日）は明治時代の発明家。人力車の発明者の1人とされる。姓は「長谷川」とも表した。

## 人物
筑前国鞍手郡平泉村生まれ。筑前福岡藩の藩士出水要の養子となり、のち和泉要助と名を改めた。1870年（明治3年）に鈴木徳次郎、高山幸助と人力車の製作を行い、同年3月22日に東京府より製造と営業の許可を得た。翌年、和泉らは人力車総行事に任命されたが、1873（明治6年）の税制整備によって雑税が廃止され、人力車総行事の職は廃止された。第1回内国勧業博覧会で龍紋賞を受章した。
1871年（明治4年）「専売略規則」の制定時や1885年（明治18年）の「専売特許条例」の公布時に専売特許を出願したものの、すでに一般に普及していたことを理由に、人力車は発明品として特許を得ることはできなかった。
1900年（明治33年）、賞勲局から和泉要助らに一時金を下賜された。